# 上官小宝
上官小宝（じょうかん しょうほう、本名は鄺東源、こう とうげん）は、香港の漫画家。11歳から創作活動に参加する。1963年、17歳の時に毎日漫画の主筆に就任、4コマ漫画を発表した。
その後海風出版社に参加、初めての短篇武侠漫画である『無敵金刀』を発表、その後金庸の『連城訣』の漫画化を行っている。1970年代に聖火出版社を設立、上官思危のペンネームで『黒白小魔王』、『小吧女』を発表している。
1970年代にブルース・リーが香港でブームになると、後に代表作となる『李小竜』を上官小宝のペンネーム発表した。当初の販売部数は不振であったが、他の創作活動を放棄し『李小竜』の創作に専念、その後ヒット作品となった。第37期より自費出版となったが、『李小竜』は1560期を数え現在香港において最も長く連載される作品となった。
1975年に弟である上官小威（鄺南倫）と共に『喜報』、『青報』を創刊し漫画作品を発表すると同時に、1980年代に活躍する新人漫画家の育成に努め、黄偉釗、黄国興、牛佬、馬栄成、趙汝徳などを輩出している。